# William Bridge Cooke
William Bridge Cooke (ur. 16 lipca 1908 w hrabstwie Warren w Ohio, zm. 30 grudnia 1991 w Cincinnati) – amerykański mykolog.
W 1932 r. uzyskał licencjat z botaniki na Uniwersytecie w Cincinnati, w 1939 r. tytuł magistra nauk na Uniwersytecie Stanu Oregon. Po służbie wojskowej podczas II wojny światowej Cooke uzyskał tytuł doktora w 1950 r. na Washington State University. Wraz z Charlesem Gardnerem Shawem opracowywał kolekcję eksykatów zebraną przez Wilhelma N. Suksdorfa w latach 1882–1927.
Specjalizował się w ekologii grzybów i taksonomii, ze szczególnym uwzględnieniem żagwiowatych. Był autorem co najmniej 192 publikacji i pięciu książek. Opublikował również wiele taksonów grzybów: 3 podrodziny, 10 rodzajów, 1 sekcję, 144 nowe gatunki, 4 podgatunki i odmiany oraz 141 nowych kombinacji.
Przy nazwach naukowych utworzonych przez niego taksonów standardowo dodawane jest jego nazwisko W.B. Cooke (zobacz: lista skrótów nazwisk botaników i mykologów). Jego iminiem nazwano rodzaj grzybów Bridgeoporus T.J.Volk, Burds. & Ammirati, a nazwiskiem gatunki: Bahusakala cookei M.B.Ellis, Choiromyces cookei Gilkey, Clathrospora cookei, Microsporium cookei L.Ajello, Phaeosphaeria cookei Shoemaker & Babcock, Glyceria cookei Swallen (Graminae), Phacelia cookei Heckard & Constance.